# Демидовская поселковая община
Демидовская поселковая община (укр. Демидівська селищна громада) — территориальная община в Дубенском районе Ровненской области Украины.
Административный центр — посёлок Демидовка.
Население составляет 11853 человека. Площадь — 310,9 км².
В соответствии с распоряжением Кабинета Министров Украины от 12 июня 2020 года, в состав общины вошла территория Демидовского поселкового совета, Вербенского, Волковыйского, Глубокодолинского, Ильпибокского, Княгининского, Рогозненского, Рудковского и Хренникского сельских советов упразднённого Демидовского района, а также Пляшевского сельского совета упразднённого Радивиловского района.

## Населённые пункты
В состав общины входят 1 посёлок и 22 села:
- Посёлок Демидовка
  - Дубляны
  - Лишня
- Надстырный старостинский округ:
  - Вербень
  - Вишнёвое
  - Волковыи
  - Вычавки
  - Глубокая Долина
  - Ильпибоки
  - Калиновка
  - Княгинино
  - Копань
  - Лопавше
  - Лысин
  - Остров
  - Охматков
  - Перекали
  - Пляшева
  - Рогозное
  - Рудка
  - Солонев
  - Толпыжин
  - Хренники